# Casona Mardones
La Casona Mardones es un inmueble ubicado en la ciudad de San Felipe, en la Región de Valparaíso, Chile. Construida a fines del siglo xviii, fue declarada monumento nacional de Chile, en la categoría de monumento histórico, mediante el Decreto Supremo n.º 309, del 14 de julio de 1988.

## Historia
Construida a fines del siglo xviii, la casona correspondía a una propiedad agrícola ubicada en las afueras de la ciudad, y que constaba de tres cuerpos de un piso situados en torno a un patio central, donde existían corredores porticados. En 1830 fue adquirida por la familia Mardones, de la cual obtuvo su nombre.
A principios del siglo xx fue adquirida por José Elorza, quien realizó una serie de modificaciones. Ornamentó el interior de la propiedad, al decorar dos de sus salas principales con artesonados de madera de algarrobo, e incorporar en el Gran Salón una viga que estuvo en el Convento de Curimón. Además, mandó a construir la portada con pilastras que enmarcan al zaguán, con frontón triangular a dos aguas inscrito en un mojinete.
Desde el año 1968 el inmueble pertenece al Club San Felipe, institución que convirtió la propiedad en un recinto dedicado a la recreación y esparcimiento.